# Roberta Geddes-Harvey
Anne Catherine Roberta Geddes-Harvey, née le 25 décembre 1849 à Hamilton et morte le 22 avril 1930 à Guelph, est une organiste, cheffe de chœur et compositrice canadienne.

## Enfance et études
Roberta Geddes nait le 25 décembre 1849 à Hamilton, en Ontario,.
Elle étudie la musique avec Arthur Elwell Fisher (en), Humfrey Anger (en) et Edward Fisher (en),. Elle est diplômée en musique du Trinity College, Toronto, en 1899,,.

## Carrière professionnelle
Après avoir terminé ses études, Geddes-Harvey travaille comme organiste à Hamilton, puis prend en 1876 le poste de cheffe de chœur et organiste à l'église anglicane de Saint-Georges à Guelph,. Elle reste à ce poste pendant plus de cinquante ans,.
Geddes-Harvey meurt à Guelph le 22 avril 1930,.
Geddes a été mariée à Gardiner George Harvey avec qui elle a eu quatre enfants.

## Œuvres
La plupart de ses œuvres ont été publiées entre 1897 et 1917,. Son œuvre majeure est l'opéra La Terre Bonne ou The Land of the Maple Leaf, créé à Guelph au Royal Opera House en 1903,.
- La Terre Bonne ou The Land of the Maple Leaf, opéra, livret de A. Klugh (perdu)
- The Old Boys Welcome, unique chanson restante de La Terre Bonne
- Salvator, oratorio